# Görögország világörökségi helyszínei
Görögország területéről eddig tizenkilenc helyszín került fel a világörökségi listára, tizenhárom helyszín a javaslati listán várakozik a felvételre.
| | Apollón Epikuriosz temploma (Basszai) |
| 1986 |                                       |
| Kulturális (I)(II)(III) |                                       |
| Védett terület: 20,46 ha, puffer zóna: 201,6 ha, hivatkozás: 392 |                                       |
| Az i. e. 5. század közepe táján emelt, többször újjáépített Apollón-szentély, az Epikuriosznak („segítőnek”) szentelt templom egyike Görögország legjobb állapotban fennmaradt ókori templomainak. Az építész valószínűleg Iktinosz volt, aki a feltételezések szerint nem egyedül, hanem Kallikratész közreműködésével tervezte a templomot. Az épület egyik jellegzetessége a hagyományostól eltérő, észak-déli irányú tájolása, aminek kultikus okai lehettek. Szerkezete a Delphoi-ban található Apollón-szentély formáját követi, szélességének és hosszúságának aránya 2:5. A templom építésekor nem alkalmaztak optikai korrekciót, az egységes hatást inkább festészeti mint építészeti eszközökkel érték el. Az építkezéshez helyben bányászott szürke mészkövet használtak, az oszlopfőket, a belső frízt, az előcsarnok kazettás mennyezetét, valamint a tetőcserepeket azonban márványból faragták. A templom nagy hatást gyakorolt mind az i. e. 4. századi, mind a hellenisztikus kor művészetére. Tervszerű ásatásokat 1902 és 1908 között végeztek a területen, majd a templom egy időre feledésbe merült. Miután felkerült a világörökségi listára egy védőtetőt építettek föléje, hogy megvédjék az időjárás viszontagságaitól. |                                       |

| | A delphoi romváros (Apolló-szentély) |
| 1987 |                                      |
| Kulturális (I)(II)(III)(IV)(VI) |                                      |
| Védett terület: 51 ha, puffer zóna: 14 313,7 ha, hivatkozás: 393 |                                      |
| A Parnasszosz-hegy délnyugati lejtőjén Delphoi pánhellén szentélye adott helyet a híres delphoi jósdának. A szentélyben a jövendőmondó Püthia közvetítette az istenek akaratát, amit papnői tolmácsoltak. Delphoi az i. e. 6. századtól az ókori világ egyik vallási központja volt, i. e. 590 és i. e. 450 között rendkívül erős politikai befolyással bírt. Legfontosabb épülete az Apollón-templom volt, ezenkívül a görög városállamok kincsesházakat emeltek a területen, valamint értékes áldozati ajándékokkal képviseltették magukat. A legfontosabb épületek az Apollón-templom, ami az i. e. 4. században épült egy i. e. 6. századi szentély helyére, az athéniak kincsesháza i. e. 6. század végéről, az athéniak sztoája, ami egy ión stílusú oszlopcsarnok i. e. 478-ból, egy i. e. 4. századból származó színház római kori átépítésének romjai, egy Herodes Atticus költségén az i. sz. 2. században helyreállított, az i. e. 5. századból származó stadion, egy i. e. 380 körül épített dór tholosz, valamint egy sokszögű fal, amivel Apollón régi templomának i. e. 548-ban történt lerombolása után alátámasztották az új templomnak helyet adó emelvényt. A romvárosban 1892-ben kezdték el e feltárásokat. |                                      |

| | Az athéni Akropolisz |
| 1987 |                      |
| Kulturális (I)(II)(III)(IV)(VI) |                      |
| Védett terület: 3 ha, puffer zóna: 116,7 ha, hivatkozás: 404 |                      |
| Az athéni Akropolisz egy 156 méter magas dombtető áll és hozzávetőlegesen 30 000 m2 területet foglal el. A domb már a kőkorszakban is lakott volt, később az i. e. 2. évezredtől istentiszteleti helyként, valamint erődként funkcionált. Az egykori királyi várat az i. e. 6. században szakrális hellyé alakították át, ezután az i. e. 5. század második felében a perzsa pusztítás után újjáépítették. A dombon álló legfontosabb épületet a Parthenónt, Athéné istennő templomát i. e. 447 és 422 között építették, a több kultuszhelynek otthont adó Erektheiont i. e. 421 és 406 között emelték. Az Akropoliszon található a világ egyik legrégebbi fennmaradt ión stílusú épülete az Athéné Niké-templom (i. e. 425-421) és a területet körülvevő fal monumentális kapuja, a Propülaia (i. e. 437-432). Az épületegyüttest a római korban megóvták, azonban a középkorban többször is károsodott. Amikor 1456-ban Athén török fennhatóság alá került mecsetté alakították át. 1687-ben a lőszerraktárként hasznosított Parthenón találatot kapott és súlyosan megrongálódott. A 19. században az épületegyüttes domborműveit lord Elgin, a brit nagykövet utasítására Angliába vitték és 1815 óta a londoni British Museumban láthatók. |                      |

| | Az Athosz-hegy |
| 1988 |                |
| Vegyes (I)(II)(IV)(V)(VI)(VII) |                |
| Védett terület: 33 ha, hivatkozás: 454 |                |
| Az Athosz-hegyen a 9. századtól kezdve telepedtek meg a szerzetesek és a remeték. A közösség megszervezése és a regula kialakítása Athószi Athanasziosz nevéhez fűződik, aki a 10. század közepén érkezett a területre. Közeli barátja Niképhorosz Phókasz később bizánci császár lett és az ő támogatásával az első, úgynevezett lavra (remeteközösség) tekintélyes birtokkal rendelkező monostorrá fejlődött. Hamarosan újabb kolostorokat is alapítottak, amik virágzásukat elsősorban a császári támogatásnak köszönhették. A 14. században kalóztámadások érték a félszigetet, 1345 és 1371 között szerb, 1424-től török fennhatóság alatt álltak, de mindig sikerült megőrizni autonómiájuk legalább egy részét. 1927-óta a félsziget a görög állam részét képező teokratikus köztársaság és teljes autonómiát élvez. A kolostorok különböznek egymástól, más-más stílust képviselnek. Falaikat jelentős freskóciklusok díszítik, ezenkívül értékes műalkotásokat is őriznek, ikonokat, ötvösmunkákat, kegytárgyakat, miniatúrákkal díszített kéziratokat. |                |

| | A Meteóra-kolostorok |
| 1988 |                      |
| Vegyes (I)(II)(IV)(V)(VII) |                      |
| Védett terület: 271,9 ha, puffer zóna: 1 884,1 ha, hivatkozás: 455 |                      |
| A Thesszáliai-síkságon elterülő Peneiosz-völgy fölé meredeken emelkedő sziklacsúcsokat, közismert nevükön a Meteórákat üledékes homokkő alkotja. Az első remeték a 12. századtól kezdve telepedtek le a környéken és a nem sokkal későbbről származó források már egy szerzetes közösségről tesznek említést. A nagyobb kolostorokat a 14. században alapították előkelő szerzetesek és az uralkodócsalás támogatásának köszönhetően jelentős vagyonokhoz jutottak. A politikai instabilitás miatt a megközelíthetetlen sziklatetőkre építkeztek. A 15. század vége felé már huszonnégy kolostor állt a területen. A kolostorok a 16. század első felében voltak a leggazdagabbak, számos ma is látható épület ekkor kapta jelenlegi formáját. Falaikat freskók díszítik, jellemzően a krétai festőiskola művészeinek alkotásai. A 16. század közepétől a török fennhatóság miatt a kolostorok lassan elnéptelenedtek. Napjainkban már csak négy kolostorban a Hagiosz Sztephanoszban, a Hagia Triádában, a Varlaamban és a Nagy Meteórában élnek vallási közösségek. |                      |

| | Szaloniki ókeresztény és bizánci műemlékei |
| 1988 |                                            |
| Kulturális (I)(II)(IV) |                                            |
| Védett terület: 5,32 ha, puffer zóna: ha, hivatkozás: 456 |                                            |
| Thesszalonikit IV. Alexandrosz makedón király alapította i. e. 316-ban. A város a keletet a nyugattal összekötő szárazföldi utak egyik csomópontjában feküdt, így hamar fontos kereskedelmi központtá vált. A makedón uralom után római, bizánci és oszmán fennhatóság alá került. A város a kereszténység egyik fontos központja volt, ennek következtében a 4. és a 15. század között számos ókeresztény és bizánci épületet emeltek a területén. A ma is látható épületek közül néhány súlyosan megrongálódott egy 1917-ben pusztító tűzvészben, vagy a karbantartás hiánya miatt, vagy azért mert mecsetté alakították. A keresztény templomok közül a legrégebbi a város védőszentjének, Szent Demetiosznak ajánlott 5. századi, öthajós Hagiosz Dimitriosz-bazilika, Görögország egyik legnagyobb temploma. Az 500 körül épült kisméretű Hosziosz David-templom a protobizánci építészet alapformájának, a kereszt alaprajzú kupolás templomnak jellegzetes példája. A Hagia Szofia-templom a kevés ma is látható eredeti kupolás görög kereszt alaprajzú templomok egyik jelentős példája. A városban figyelemre méltó még a Panagia Khalkeón-templom (11. század), a Hagia Ekaterini-templom (13. század vége) és a Hagia Apostoli-templom (1327). |                                            |

| | Epidaurosz |
| 1988 |            |
| Kulturális (I)(II)(III)(IV)(VI) |            |
| Védett terület: 1 393,8 ha, puffer zóna: 3 386,4 ha, hivatkozás: 491 |            |
| Aszklépiosz, a gyógyítás istenének szentélye az i. e. 6. században jött létre a Peloponnészoszi-félsziget Epidaurosz nevű, templomokat, fürdőket és kórházi épületeket tömörítő szent helyén. Az Aszklépiosz-szentély mellett a hely legfontosabb műemlékei közé tartozik az Artemisz-templom, a Tholosz, az Eukoimenterion (ahol a betegek a gyógyulásukra vártak), és a Propülaia. A szentélykörzet fennmaradt épületeinek túlnyomó többsége az i. e. 4. században épült, a templomok és a kórházi épületek a hellenisztikus és a római világ összes szentélyére befolyással voltak. Epidaurosz legismertebb épülete az i. e. 3. században emelt emelt színház, az argoszi szobrász, Polükleitosz építészeti alkotása. Görögország legjobb állapotban fennmaradt ókori színháza hírnevét szép környezetének, tökéletes arányainak és kivételes akusztikájának köszönheti. A félkör alakú építmény befogadóképessége tizennégyezer fő lehetett, az ülőhelyek körbefogják az orkhesztrát, ahol az ókori drámaelőadásokon a kórus állt. Epidaurosz a római korban a zavaros politikai viszonyok ellenére is megőrizte befolyását. A helyi múzeumban őrzött domborműves sírkövek feliratai bizonyítják a modern gyógyítás kezdeteinek megjelenését. |            |

| | Rodosz középkori városa |
| 1988 |                         |
| Kulturális (II)(IV)(V) |                         |
| Védett terület: 65,85 ha, hivatkozás: 493 |                         |
| Rodosz középkori óvárosa a Jeruzsálemi Szent János ispotályos rend fennhatósága alatt állt. Leglátványosabb eleme a városfal a hozzátartozó várárokkal. A falakat a 14. század elején emelték az ott álló korábbi, bizánci eredetű erődítmények helyére. A falak hossza körülbelül négy kilométer, vastagságuk egyes helyeken eléri a tizenkét métert. 1481-ben egy földrengésben súlyosan károsodott, helyreállításakor, valamint a 16. század elején bástyákkal és tornyokkal erősítették meg. A lovagok városrészében emelték a katedrálist, a lovagrend épületeit és a lovagok szállásait. Ezt a városnegyedet egy újabb falrendszerrel erősítették meg. Figyelemre méltóak a Lovagok utcájában álló 15–16. századi paloták. A rend által működtetett ispotályt 1440-ben kezdték el építeni és valamikor a 15. század végén fejezték be. Jelenleg régészeti múzeum üzemel benne. A törökök uralma alatt laktanyának használták, jelenlegi formáját a 20. század elején nyerte el. A nagymester erődjellegű palotája a 14. században épült. Később a törökök börtönként használták, majd 1856-ban egy robbanás súlyosan károsította. |                         |

| | Olümpia régészeti feltárásai |
| 1989 |                              |
| Kulturális (I)(II)(III)(IV)(VI) |                              |
| Védett terület: 105,6 ha, puffer zóna: 1458,18 ha, hivatkozás: 517 |                              |
| Olümpia területe már a történelem előtti időkben lakott volt. Az i. e. 2. évezred végétől Pelopsznak, Tantalosz fiának kultikus helyévé vált, később az i. e. 10. században itt alakult ki a Zeusz-kultusz központi helyszíne. A Zeusz tiszteletére rendezett játékokat i. e. 776 óta tartják nyilván, ekkor készült a legkorábbi ismert lista a győztesekről. A kiterjedt romterület, az ókori Görögország egyik legfontosabb szentélye magába foglalja a két legjelentősebb templom, az i. e. 470 körül épült Zeusz-templom és a korábbi, i. e. 6. századi Héra-templom romjait. A templomokon és több más városállam áldozati ajándékait őrző kincsesházakon kívül számos sportlétesítmény is volt, ezek közé tartozik a terület északi részén épült tornacsarnok, valamint a tágas előcsarnokkal rendelkező stadion, amit az i. e. 4. században áthelyeztek és elkülönítettek a kultikus épületektől. A sportolók a Palaisztrában edzettek, ennek az i. e. 3. századból származó épületnek jellegzetessége a félmagasságtól felfelé bordázott oszlopok. Az olümpiai szentélyben számos műtárgyat őriztek, ezek legnagyobb része azóta elpusztult. Az első tervszerű ásatásokra 1875-ben került sor, amit azóta több másik is követett. |                              |

| | Misztra régészeti feltárásai |
| 1989 |                              |
| Kulturális (II)(III)(IV) |                              |
| Védett terület: 54,43 ha, puffer zóna: 1202,5 ha, hivatkozás: 511 |                              |
| Misztra, a Spártától 6 kilométerre északnyugati irányban található hegyi erőd 1242-ben épült Villehardouin Vilmos frank herceg parancsára. Körülötte egy új város alakult ki, ami 1262-től 1348-ig a bizánci katonai kormányzó székhelye, 1349 és 1460 között pedig a Moreai Despotátus fővárosa volt. Ez az időszak jelentette Miszta fénykorát, a 14. és a 15. század fordulóján a térségben Konstantinápoly után a második legfontosabb város lehetett. 1460-ban török fennhatóság alá került, ekkor kezdődött hanyatlása. A 17. század végén egy rövid velencei uralom alatt újból felvirágzott, majd 1770-ben az albán felkelés során súlyos károkat szenvedett és szinte teljesen elnéptelenedett. Misztra legfontosabb épülete az egész terület felett uralkodó vár volt. Ezenkívül a városban található a 13. században épített, és a 15. században átalakított Metropolisz-székesegyház, az 1296 előtt épült görög kereszt alaprajzú Hagii Teodori-templom, az 1310 és 1322 között emelt Aphendiko-templom, az 1350-ben alapított Hagia Szophia-templom, az 1428-ból származó Pantanassza-templom és a 14. század közepére datált Peribletosz-kolostor. |                              |

| | Délosz szigete |
| 1990 |                |
| Kulturális (II)(III)(IV)(VI) |                |
| Védett terület: 350,6 ha, hivatkozás: 530 |                |
| A görög mitológia szerint Délosz volt Zeusz és Létó gyermekeinek Apollónnak és Artemisznek a szülőhelye. A feltárt kerámiák bizonyítják, hogy a területen már az i. e. 3. évezredben virágzó település állt. A mükénéi korban a későbbi Apollón-templom helyén egy korábbi szent hely volt, ahol egy hajózással összefüggő kultusznak hódoltak. A perzsák fölött aratott szalamiszi győzelem után a sziget az athéni vezetésű Déloszi Szövetség központjává vált. Nagy Sándor korában az uralma alatt egyesített Mediterráneum keleti részének egyik csomópontja lett. I. e. 166-ban római fennhatóság alá került, majd miután az i. e. 1. században Róma és a keleti területek között közvetlen kereskedelem alakult ki elvesztette jelentőségét. Lakosai az i. sz. 6. században elhagyták, később kőbányának használták. A sziget rendkívül nagy kiterjedésű romterületén 1872-óta folynak ásatások és jelenleg is tartanak. A legfontosabb kiásott területek az Apollón-szentély, a Délosziak agorája, a Theophrastusok agorája, a híres oroszlánszobrok, az Idegen Istenek szentélyének terasza, valamint a színháznegyed. Egyes házak udvarát mozaikokkal díszítették, ezek delfineket, tigriseket, háromágú szigonyokat és istenalakokat ábrázolnak. |                |

| | A Daphni- és a Hosziosz Lukasz-kolostor, valamint a Nea Moni-kolostor |
| 1990 |                                                                       |
| Kulturális (I)(IV) |                                                                       |
| Védett terület: 3,7 ha, puffer zóna: 5 815,6 ha, hivatkozás: 537 |                                                                       |
| A három kolostor földrajzilag távol helyezkedik el egymástól, mégis egy típusba tartoznak és hasonló szerkezeti elemek fedezhetők fel rajtuk. Az első Athén mellett, a második Phocidában, Delphoi közelében, a harmadik az Égei-tenger egy kis szigetén a Kis-Ázsia partjaitól nem messze fekvő Híoszon található. Az épületek négyzetbe foglalt kereszt alaprajzúak, nyolcszög alapú csegelyes kupolával. A templomok legértékesebb díszítőelemei a bizánci művészet második aranykorából származó 11. és 12. századi mozaikok. A Daphni-kolostor kisebb a másik két épületnél, és főleg központi kupolájának 11. századi mozaikjáról híres. A töredékesen fennmaradt mozaik Krisztust ábrázolja prófétákkal. A Hosziosz Lukasz-kolostornak két temploma is van, a kisebb, Theotokosz-templom az ezredforduló körül épült, a görög kereszt alaprajzú kriptával és karzattal rendelkező másik templomot, a Katolikont a 11. század elején emelték. Díszítése (márványpadlója, mozaikjai és falfestményei) rendkívül jó állapotban maradt meg. A Khiosz-szigeten található Nea Moni-kolostor jellegzetességei a ciszternák, a többször átalakított refektórium és az épület délnyugati részén emelkedő szögletes torony. |                                                                       |

| | A Püthagoreion és a szamoszi Héraion |
| 1992 |                                      |
| Kulturális (II)(III) |                                      |
| Védett terület: 668,35 ha, puffer zóna: 402,25 ha, hivatkozás: 595 |                                      |
| Szamosz szigete már az i. e. 3. évezredben lakott volt. Fénykorát az i. e. 6. és az i. e. 5. század között élte, amikor a Földközi-tenger keleti vidékének egyik legjelentősebb kulturális központja volt. Püthagoreion, az ősi főváros erődítményei a klasszikus időszakban épültek, később a hellenisztikus korban ezeket kibővítették és megerősítették. Az ásatások során feltárták az egykori utcákat, egy viaduktot, a csatornarendszert, számos középületet, szentélyeket, templomokat, az agorát, közfürdőket és a stadiont. Az egyik legjelentősebb felfedezés egy 1040 méter hosszú a hegy oldalába vájt alagútszerű vízvezeték volt. A várostól nyugati irányban elterülő Heraiont, Héra templomát az i. e. 10. században alapították, és évszázadokon át (különösen az i. e. 6. században) bővítették. A templom jelentőségét elsősorban nagy mérete adja. A Heraiont körülvevő romok között oltárok, kisebb templomok, szobortalapzatok, valamint egy 5. századi keresztény bazilika maradványai találhatók. |                                      |

| | Aigai régészeti feltárása Verginában |
| 1996 |                                      |
| Kulturális (I)(III) |                                      |
| Védett terület: 1 420,81 ha, puffer zóna: 4 811,7 ha, hivatkozás: 780 |                                      |
| 1977-ben a feltárások során királysírokra bukkantak Verginában, ami megerősítette azt a feltételezést, hogy ezen a helyen feküdt Aigai, a Makedón királyság első fővárosa. Virágkorát az i. e. 7. és az i. e. 4. század között élte. Az ásatások egyik legfontosabb lelete egy mozaikokkal gazdagon díszített királyi palota az i. e. 3. századból. A királysírokban számos temetkezési tárgyat és freskót találtak, ezek egyike a Nikomakhosznak tulajdonított „Perszephoné elrablása”. Az egyik sírkamrában feltehetőleg II. Philipposz földi maradványait találták meg. A város hellenisztikus korszakából származik egy színház, egy tornacsarnok, védművek jelentős része két templom, egy Démétér-szentély és egy sztoa. A temetőben vaskori temetkezési dombokat tártak fel. A nagy kiterjedésű nekropolisz legrégebbi sírjai az i. e. 10. századból valók, a gazdag sírmellékletek (fegyverek, ékszerek) magas életszínvonalról tanúskodnak. A királysírokat két egymás fölötti halom fedte, ennek köszönhetően a négy sírból kettő érintetlen maradt. A romterületen fekszik még a Rhomaios-sír (i. e. 3. század, az Euridiké-sír (i. e. 4. század), és a Henzey-sírhalom (i. e. 4. század utolsó negyede). |                                      |

| | Mükéné és Tirünsz régészeti feltárása |
| 1999 |                                       |
| Kulturális (I)(II)(III)(IV)(VI) |                                       |
| Hivatkozás: 941 |                                       |
| Mükéné és Tirünsz a bronzkori Görögország két legnagyobb Krétán kívül fekvő központja volt. Mindkét város területe már az újkőkorban is lakott volt, később az i. e. 15 és az i. e. 12. század között a Földközi-tenger keleti medencéjében virágzó és a klasszikus görög kultúrára is nagy hatást gyakorló mükénéi civilizáció központjaivá váltak. A mükénéi palota egy dombetetőre épült, és három, kötőanyag nélküli, kőtömbökből épült, úgynevezett küklopfallal vették körül. A romba dőlt épületek túlnyomó többsége az i. e. 13. századból származik. Az „oroszlános kapu” néven ismert főbejárat lapos domborművén két fej nélküli nőstényoroszlán látható. Mögötte a domboldalon számos sírt tártak fel, ezek egyikében találták a jelenleg Athénban őrzött, aranyból készült úgynevezett Agamemnón-maszkot. A többi síremlék közül a legjelentősebbek Aihithosz sírja (i. e. 1500 k.), Klütaimnésztra sírja (i. e. 1220 k.), és az Oroszlános sír (i. e. 1350 k.). A Mükénéhez közel elhelyezkedő Tirünsz leghíresebb látnivalói a szintén küklopfalakkal körbevett erőd és az innen szűk folyosókon megközelíthető palota. A palota az i. e. 15. században élte fénykorát, majd i. e. 1200 körül ismeretlen okból lerombolták. Mindkét városban a 19. század végén kezdődtek a régészeti feltárások Heinrich Schliemann vezetésével. |                                       |

| | Pátmosz szigetének történelmi óvárosa (Hora), a „Teológus” Szent János kolostorral és az Apokalipszis barlanggal |
| 1999 | |
| Kulturális (III)(IV)(VI) | |
| Hivatkozás: 942 | |
| Pátmosz szigetének legfontosabb műemlékei, az értékes könyvtárral rendelkező Szent János-kolostor és az Apokalipszis-barlang az ide száműzött Szent János emlékét őrzik. A hagyomány szerint János evangélistának a barlangban támadt az a látomása, amit megírt a jelenések könyvében. Az evangélistának szentelt kolostort 1088-ban alapították I. Alexiosz bizánci császár parancsára. A fontos görög ortodox zarándokközpont helyén korábban egy Artemisz-szentély állt. A ma is látható, sötét kőből épült, inkább várra, mint kolostorra emlékeztető épület a 17. században kapta jelenlegi formáját. Könyvtárán kívül figyelemre méltóak jó állapotban megmaradt falfestményei és jelentős műkincsgyűjteménye. A kolostor vallási szertartásai sz ókeresztény idők óta nem sokat változtak, egyike azon kevés helyeknek, ahol kora középkori rítusokat még ma is változatlan formában celebrálnak. Az Apokalipszis-barlangot, ahol a legenda szerint Szent János a jelenések könyvét írta templommá alakították át. | |

| | Korfu óvárosa |
| 2007 |               |
| Kulturális (IV) |               |
| Védett terület: 70 ha, puffer zóna: 162 ha, hivatkozás: 978 |               |
| Korfu városát, az azonos nevű sziget legfontosabb települését az i. e. 8. században alapították. Az Adriai-tenger bejáratánál fekvő sziget stratégiai szempontból mindig rendkívül fontos volt. A város jelenlegi arculatát részben a négyszáz éves velencei uralom alatt kapta, amikor a 16. században az ismétlődő török támadások miatt a lakott központtól távolabb erődítményeket és egy citadellát emeltek. Ezt a védműrendszert 1669 és 1682 között megerősítették. A Földközi-tenger több erődített kikötővárosához hasonlóan Korfu városképe is rendkívül egységes. Az erődrendszer a 15. és a 20. század között fontos szerepet játszott a Földközi-tenger keleti és nyugati hatalmai közötti összecsapásokban. Az óváros nagyrészt neoklasszicista épületei elsősorban a velencei korból származnak, bár vannak köztük olyanok is, amelyeket a 19. században építettek. |               |

| | Filippi |
| 2016 |         |
| Kulturális (III)(IV) |         |
| Védett terület: 87,54 ha, puffer zóna: 17,29 ha, hivatkozás: 1517 |         |
| Filippi régészeti helyszíne Görögország északkeleti részén fekszik egy akropolisz tövében, az ókorban Európát Ázsiával összekötő út, a Via Egnatia mentén. A várost II. Philipposz makedón király alapította i. e. 356-ban egy korábbi thászoszi kolónia helyén. A települést a római korban „kis Rómává” alakították át és a filippi csata utáni évtizedekben Colonia Augusta rangra emelték. A II. Philipposz idejében virágzó hellenisztikus, városfalakkal, városkapukkal, színházzal, heroonnal (szentéllyel) rendelkező települést római középületekkel, fórummal, templommal egészítették ki. A fórum a keleti provinciák területén az egyik legjelentősebbnek számított. Később keresztény zarándokhellyé vált, ebből a korból bazilikák és egy nyolcszögletű templom romjai maradtak meg. Az úgynevezett "kereszthajó bazilika" és a "kupolás bazilika" a korai keresztény építészet jellegzetes példái közé tartoznak. A város 620-ban egy földrengés miatt romba dőlt, számos épületelem, köztük feliratok, padlómozaikok jelenleg is a katasztrófa utáni helyükön láthatók egy részüket azonban későbbi építkezésekhez használták fel. |         |

| | Zagori kultúrtáj |
| 2023 |                  |
| Kulturális (V) |                  |
| Hivatkozás: 1695 |                  |
| A Görögország északnyugati részén, távoli, vidéki környezetben lévő kultúrtáj kis falvak együtteséből áll a Píndosz hegység északi vonulatának nyugati lejtőjén. A tradicionális, építészetükben a hegyi környezethez alkalmazkodó települések legtöbbször egy központi tér köré szerveződtek, ahol egy platánfa áll. A falvakat "szent" erdők veszik körül, amelyeket a helyi lakosok gondoznak. A Voidomatisz folyó völgyében politikai és szociális egységet alkotó településeket kőíves hidak, macskaköves utak és kőlépcsők hálózata köti össze. |                  |